# 德马雷·卡罗尔
德马雷·拉埃德里克·卡罗尔（英語：DeMarre LaEdrick Carroll，1986年7月27日—），美国NBA联盟职业篮球前运动员兼教練。他在2009年NBA选秀中第1轮第27顺位被孟菲斯灰熊选中。目前在克里夫蘭騎士的助理教練。

## 高中生涯
他是伯明翰約翰卡羅爾天主教高中的傑出球員，他與阿拉巴馬州控球後衛羅納德斯蒂爾合作，帶領騎士隊連續獲得阿拉巴馬州6A級州冠軍。他在高三和高四時贏得了全州第一隊的認可，並幫助JCCHS在他的最後兩個賽季中以 67-3的戰績達到了他的最後兩個賽季，最終連續問鼎州冠軍。在約翰卡羅爾不敗的36-0州冠軍中，場均得到 17.8 分和 9.1 個籃板，然後在進入球隊31-3冠軍賽季的大四賽季中場均得到19.7分和10.7個籃板。他在年度的阿拉巴馬州-密西西比州全明星賽中拿下了全場最高的27分，並被獲選為2004年阿拉巴馬州6A級州錦標賽的MVP。
被Rivals.com評為三星級高中生，卡羅爾在 2004年被列為全美第40名小前鋒和全美第148名球員。

## 大學生涯
在范德比爾特大學大二取得成功後，他決定在 2006年轉學到密蘇里州大為他的叔叔邁克·安德森效力，這讓球隊大吃一驚。卡羅爾在大四期間幫助密蘇里州進入2009年NCAA男子籃球錦標賽的全國八強。由於他的堅韌和無情的表現，他被暱稱為“Junkyard Dog”。

## 健康問題
當卡羅爾來到密蘇里州時，他抱怨腿發癢，並確信自己患有過敏症。在他接受了幾位專家的檢查後，他們得出了一個嚴重的疾病——肝病。最終確定卡羅爾可能需要接受肝臟移植手術，在他確診後20年內，很可能再次復發而導致職業籃球生涯提前結束。他的病情在2009年NBA選秀前幾週被揭露。

## 職業生涯

### 孟菲斯灰熊（2009–2011）
卡羅爾在2009年NBA選秀中首輪第27順位被孟菲斯灰熊隊選中。 在灰熊隊效力期間，他主要擔任替補。2010年 12月14日，他被下放到展聯盟的達科他巫師隊。他於2011年1月5日被召回。

### 休斯頓火箭（2011）
2011年2月24日，卡羅爾與哈希姆·泰比特和一個未來的首輪選秀權一起被交易到休斯頓火箭隊，以換取肖恩·巴蒂爾和伊什·史密斯。2011年4月11日，他被火箭隊裁掉。

### 丹佛金塊 (2011-2012）
2011年12月12日，丹佛掘金隊和卡羅爾簽下訓練營合約。在2012年2月4日被裁掉之前，他為金塊隊打了四場比賽。

### 猶他爵士（2012–2013）
2012年2月8日，卡羅爾與猶他爵士隊簽約。

### 亞特蘭大老鷹（2013–2015）
2013年8月3日，卡羅爾與亞特蘭大老鷹隊簽約。2014年2月22日，他在107-98戰勝紐約尼克的比賽中得到職業生涯最高的24分。2014年12月23日，卡羅爾在107-104戰勝洛杉磯快船隊的比賽中得到職業生涯最高的25分，同時還拉下全隊最高的10個籃板。2015年2月4日，在老鷹隊創造了聯盟歷史上一個月17連不敗的紀錄後，他成為了老鷹隊先發陣容的一員，並被評為1月份東部聯盟單月最佳球。五天后，他在以117-105戰勝明尼蘇達森林狼隊的比賽中得到職業生涯最高的26分。

### 多倫多暴龍（2015–2017）
2015年7月9日，卡羅爾與多倫多猛龍隊簽訂了一份為期四年、價值6000萬美元的合約，為少數不在薪資爆炸的2016年休賽季的簽約。2015 年10月28日，他在猛龍隊的開幕戰中首次亮相，在以106-99擊敗印第安納步行者隊的比賽中得到14分和8個籃板。2015年12月7日，他因右膝受傷被無限期缺陣。在缺席九場比賽后，他於12月26日對陣公鹿隊重返賽場。在 2016年1月4日球隊輸給騎士隊的比賽期間，他只打了五場比賽，他的膝蓋也迫使他缺席。兩天后，他接受了右膝手術。2016年4月7日，他在缺席41場比賽後在對戰老鷹隊的比賽中重返球場。2017年1月8日，球隊以122-129輸給火箭隊的比賽中，卡羅爾拿下平職業生涯新高的26分，其中外線10次出手命中6個，創下職業生涯新高。

### 布魯克林籃網（2017–2019）
2017年7月13日，卡羅爾連同2018年第一輪和第二輪選秀權被交易到布魯克林籃網隊，以換取賈斯汀·漢密爾頓。2017年10月18日，在籃網隊的首場比賽中，卡羅爾在以131-140輸給溜馬隊的比賽中得到10分。2017年11月26日，他在98-88擊敗孟菲斯灰熊隊的比賽中得到本賽季最高的24分。

### 聖安東尼奧馬刺（2019–2020）
2019年7月6日，卡羅爾在三方交易中被交易到聖安東尼奧馬刺隊。

### 重返休斯頓（2020）
在被馬刺裁掉後，卡羅爾於2020年2月21日被休斯頓火箭隊簽下。

## 生涯數據

### 例行賽
| 賽季     | 球隊     | GP  | GS  | MPG  | FG%   | 3P%  | FT%   | RPG | APG | SPG | BPG | PPG  |
| -------- | -------- | --- | --- | ---- | ----- | ---- | ----- | --- | --- | --- | --- | ---- |
| 2009–10  | MEM      | 71  | 1   | 11.2 | .396  | .000 | .623  | 2.1 | .5  | .4  | .1  | 2.9  |
| 2010–11  | MEM      | 7   | 0   | 5.6  | .444  | .000 | 1.000 | 1.1 | .3  | .1  | .1  | 1.4  |
| 2010–11  | HOU      | 5   | 0   | 2.2  | .000  | .000 | .000  | .0  | .4  | .0  | .0  | .0   |
| 2011–12  | DEN      | 4   | 0   | 5.3  | 1.000 | .000 | .000  | .8  | .8  | .0  | .0  | 3.0  |
| 2011–12  | UTA      | 20  | 9   | 16.4 | .374  | .368 | .875  | 2.5 | .8  | .6  | .1  | 4.8  |
| 2012–13  | UTA      | 66  | 12  | 16.8 | .460  | .286 | .765  | 2.8 | .9  | .9  | .4  | 6.0  |
| 2013–14  | ATL      | 73  | 73  | 32.1 | .470  | .362 | .773  | 5.5 | 1.8 | 1.5 | .3  | 11.1 |
| 2014–15  | ATL      | 70  | 69  | 31.3 | .487  | .395 | .702  | 5.3 | 1.7 | 1.3 | .2  | 12.6 |
| 2015–16  | TOR      | 26  | 22  | 30.2 | .389  | .390 | .600  | 4.7 | 1.0 | 1.7 | .2  | 11.0 |
| 2016–17  | TOR      | 72  | 72  | 26.1 | .401  | .341 | .761  | 3.8 | 1.0 | 1.1 | .4  | 8.9  |
| 2017–18  | BKN      | 73  | 73  | 29.9 | .414  | .371 | .764  | 6.6 | 2.0 | .8  | .4  | 13.5 |
| 2018–19  | BKN      | 67  | 8   | 25.4 | .395  | .342 | .760  | 5.2 | 1.3 | .5  | .1  | 11.1 |
| 2019–20  | SAS      | 15  | 0   | 9.0  | .310  | .231 | .600  | 2.1 | .7  | .1  | .1  | 2.2  |
| 2019–20  | HOU      | 9   | 0   | 17.2 | .432  | .250 | .773  | 2.7 | 1.6 | .7  | .3  | 6.0  |
| 職業生涯 | 職業生涯 | 578 | 339 | 23.7 | .430  | .358 | .741  | 4.2 | 1.3 | .9  | .3  | 8.9  |

### 季後賽
| 賽季     | 球隊     | GP | GS | MPG  | FG%  | 3P%  | FT%   | RPG | APG | SPG | BPG | PPG  |
| -------- | -------- | -- | -- | ---- | ---- | ---- | ----- | --- | --- | --- | --- | ---- |
| 2012     | UTA      | 4  | 0  | 18.3 | .474 | .200 | .000  | 3.8 | .8  | .5  | .3  | 4.8  |
| 2014     | ATL      | 7  | 7  | 35.1 | .469 | .409 | .636  | 4.9 | 1.6 | .7  | .4  | 8.9  |
| 2015     | ATL      | 16 | 16 | 34.9 | .486 | .403 | .780  | 6.1 | 2.0 | 1.1 | .3  | 14.6 |
| 2016     | TOR      | 20 | 19 | 29.8 | .390 | .328 | .750  | 4.1 | .9  | .9  | .4  | 8.9  |
| 2017     | TOR      | 10 | 7  | 15.5 | .405 | .318 | .556  | 2.7 | .5  | .8  | .5  | 4.2  |
| 2019     | BKN      | 5  | 3  | 23.8 | .237 | .292 | 1.000 | 4.0 | .4  | .8  | .0  | 6.6  |
| 2020     | HOU      | 3  | 0  | 3.0  | .500 | .000 | .000  | 1.5 | .5  | .0  | .0  | 1.0  |
| 職業生涯 | 職業生涯 | 64 | 52 | 27.4 | .426 | .353 | .752  | 4.3 | 1.1 | .9  | .3  | 8.9  |